# Наполегливий
«Наполе́гливий» (рос. «Настойчивый», до 15 лютого 1992 року — «Московський комсомолець») — 16-й ескадрений міноносець проєкту 956-А «Сарич» (код НАТО — «Sovremenny class destroyer»), флагман Балтійського флоту.